# Bukovynastadion
Het Bukovynastadion (Oekraïens: Стадіон "Буковина") is een multifunctioneel stadion in Tsjernivtsi, een stad in Oekraïne.
Voor de opening van dit stadion stond er een ouder stadion. De bouw begon in 1956. Het stadion werd geopend in 1967. Het werd gerenoveerd in 2000. Het stadion wordt vooral gebruikt voor voetbalwedstrijden, de voetbalclub Boekovina Tsjernivtsi maakt gebruik van dit stadion. Bij die renovatie werden de stoelen vervangen. Hierdoor werd ook de capaciteit teruggebracht. In het stadion is plaats voor 12.000 toeschouwers.